# 2003-as Vuelta ciclista a España
A 2003-as Vuelta a España volt az 58. spanyol kerékpáros  körverseny. 2003. szeptember 6-a és szeptember 28-a között rendezték. A verseny össztávja 2957 km volt, és 21 szakaszból állt. Végső győztes a spanyol Roberto Heras lett.

## Végeredmény
|    | Versenyző                 | Csapat                 | Idő           |
| -- | ------------------------- | ---------------------- | ------------- |
| 1  | Roberto Heras             | US Postal              | 69 óra 31'52" |
| 2  | Isidro Nozal              | ONCE-Eroski            | '28"          |
| 3  | Alejandro Valverde        | Kelme-Costa Blanca     | 2'25"         |
| 4  | Igor González de Galdeano | ONCE-Eroski            | 3'27"         |
| 5  | Francisco Mancebo         | iBanesto.com           | 4'47"         |
| 6  | Manuel Beltrán            | US Postal              | 5'51"         |
| 7  | Michael Rasmussen         | Rabobank               | 5'56"         |
| 8  | Félix Cárdenas            | La Barca 2-Café Basque | 6'33"         |
| 9  | Unai Osa                  | iBanesto.com           | 6'52"         |
| 10 | Luis Perez                | Cofidis                | 7'56"         |